# Louis Lucien Bonaparte
Louis Lucien Bonaparte Bleschamp (Thorngrove, Worcestershire, Anglaterra, 4 de gener de 1813 - Fano, Itàlia, 3 de novembre de 1891) fou un filòleg i polític francès.
Fill de Lucien Bonaparte i nebot de Napoleó I, va ser declarat Príncep imperial des del 22 de març de 1815. El seu títol no va ser reconegut a França fins al 21 de febrer de 1853. Va passar la seva joventut a Itàlia i no va residir a França fins a 1848 quan va ser escollit per a l'Assemblea Nacional per Còrsega (1848) i pel departament de Sena (1849). Després de la caiguda de Napoleó III el 1870, va tornar a Gran Bretanya. Estudiós i viatger, a més va fer aportacions a la química, la mineralogia i la lingüística. Dedicat a l'estudi comparatiu de les llengües europees, va ser un dels primers filòlegs que va estudiar les llengües vives amb mètodes rigorosos per mitjà de la comparança lingüística.
Louis Lucien va realitzar cinc viatges a Euskal Herria entre 1856 e 1869. A partir del seu treball de camp i la col·laboració d'un bon nombre de col·laboradors locals va publicar 33 obres en els diferents dialectes bascos o relacionades amb aquesta llengua, entre elles destaquen "Cartes des Sept Províncies Basques montrant la délimitation actuelle de l'Euskara et sa division en dialectes, sous-dialectes et varietés" (1866) i "Le verbe basque en tableaux" (1869), exposició de les formes verbals basques en vuit dialectes. Encara en l'actualitat la classificació dialectal del basc és la mateixa que la qual va realitzar Louis Lucien amb algunes modificacions. En aquesta classificació es recullen tres grans grups, vuit dialectes, vint-i-cinc subdialectes i fins a cinquanta varietats. En les seves visites a Euskal Herria, Louis Lucien va estar assistit per diverses personalitats, entre les quals caben citar, entre d'altres, el capità de duanes Jean Duvoisin, Fra José Antonio Uriarte, el pare José Samper, Mariano Mendigatxa, Prudencio Hualde, Klaudio Otaegi, el pare Ibarnegarai, el canonge suletí Emmanuel Intxauspe i el pare Joan Eloi Udabe. També va promoure la traducció de l'Evangeli de Sant Mateu al gallec (Evanxeo de Sant Mateu). Aquesta tasca la va realitzar Vicente Turnes en un primer moment però Bonaparte va considerar que estava massa castellanitzada i va encomanar finalment l'encàrrec a José Sánchez de Santa María. Aquesta va ser publicada en Londres en 1861 amb el títol d'"Observaciones comparativas sobre la pronunciación gallega, asturiana, castellana y portuguesa". També va promoure la traducció de l'Evangeli de Sant Mateu a l'asturià, tasca que va realitzar Manuel Fernández de Castro en 1871. Louis Lucien també va estudiar els dialectes anglesos, italians, sards i albanesos.

## Algunes de les seves obres[2]
- Canticum trium puerorum in septem praecipuas Vasconiae linguae dialectos versum (1858)
- Langue basque et langue finnoise (1862)
- Curiosidades eúskaras (1866)
- Le petit catéchisme espagnol du P. Astete, traduit en trois dialectes basques: I. Aezcoan, par P.J. Minondo. II. Salazarais, par P. J. Samper. III. Roncalais, par P. Hualde. Verifié et modifié sur les lieux mêmes par L.L. Bonaparte (1869)
- Carte des sept Provinces Basques (1869)
- Le verbe Basque en tableaux (1869)
- Études sur les trois dialectes basques des vallés d'Aezcoa, de Salazar et de Roncal (1872)

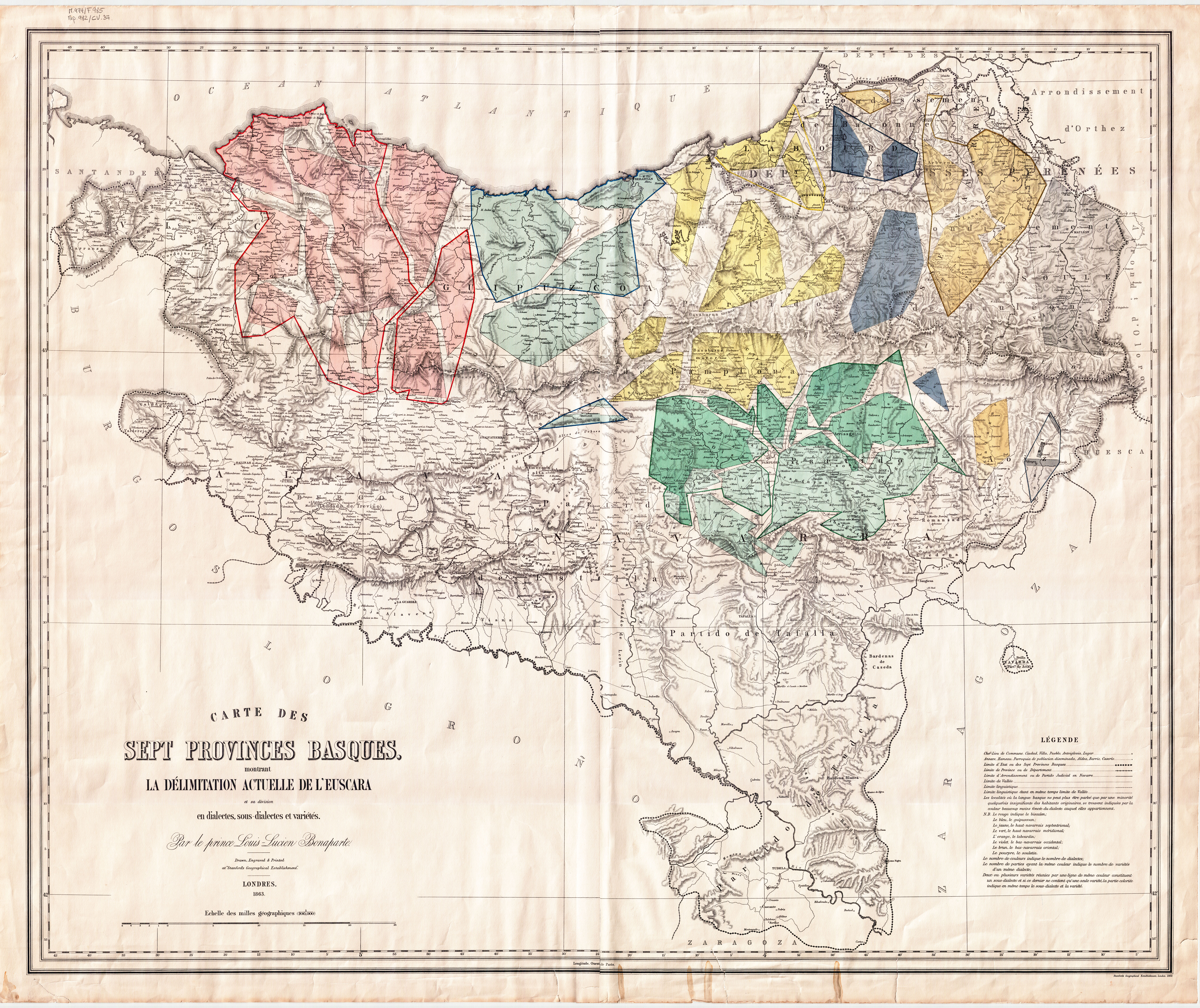
Carte des sept Provinces Basques
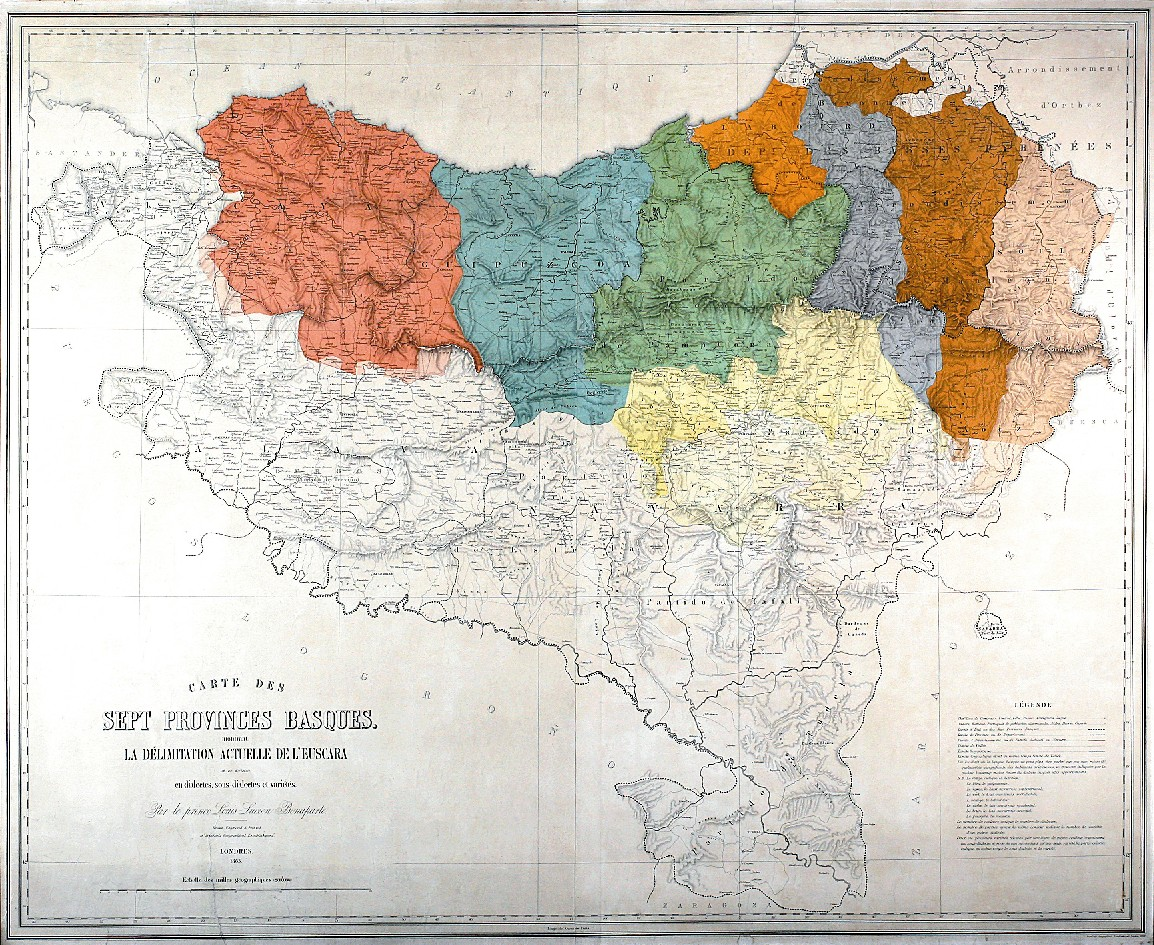
Carte des sept Provinces Basques